# Kick (Jimilian)
Kick è un singolo del cantante danese Jimilian, pubblicato il 4 ottobre 2018 in collaborazione con il rapper statunitense 6ix9ine.

## Tracce
1. Kick – 2:44